# Ropivacaína
La Ropivacaína es un anestésico local de estructura similar a la bupivacaína, solo que tiene una cadena lateral propilo en lugar de la cadena lateral de butilo. Es un nuevo anestesico local tipo amida que se introdujo en Estados Unidos en 1996, con un umbral más bajo que la bupivacaína en relación con efectos adversos sobre el corazón y el sistema nervioso central.
Este fármaco produce menor bloqueo motor y analgesia comparado con la bupivacaína, lo que apoyaría su uso en pacientes ambulatorios. Altas concentraciones de ropivacaína aumentan el bloqueo motor, pero no son seguras para el paciente. Al disminuir la concentración de ropivacaína se tendrá un margen de seguridad mayor y menos incidencia de bloqueo motor.
Estudios en animales han encontrado en la ropivacaína la mitad de la toxicidad, pero 90% de la potencia de la bupivacaína. Consta de un periodo de latencia moderadamente largo y una larga duración de acción. 
Produce mejor analgesia sin algún grado motor, comparado con las bajas concentraciones de bupivacaína, a las cuales se le añaden Opiáceos. Desafortunadamente, todavía no existen preparaciones para uso dental.